# Рок-механика
«Рок-механика», иногда пишется Rockмеханика — музыкальный проект участника «Поп-механики» Александра Ляпина, в котором принимают участие российские и зарубежные музыканты, артисты, художники, так и приглашенные из-за рубежа. Основан в 2005 году.

## История создания
Проект «Рок-механика» стал продолжением проекта «Поп-механика» Сергея Курёхина. Александр Ляпин был участником «Поп-механики» на протяжении всего её существования. Спустя годы после ухода из жизни Сергея Курёхина он решил, что пришло время возродить и продолжить прошлую традицию. Идея музыкального балагана, свободного сплетения самых разных музыкальных стилей от классики до рока витала в головах многих исполнителей, однако заняться разработкой этого шоу рискнул только Александр Ляпин. Проект получил название Rockмеханика.
Как говорит сам Александр Ляпин, «…первая часть словосочетания говорит о том, что мы используем энергетику рока, которая для основного состава нашего проекта естественная и родная, а слово „механика“ обусловлено тем, что мы используем механические, электрические и психоделические средства воздействия на психику». Именно этот нюанс обусловливает необычный жанр проекта.
Идеологическая основа проекта — эксперимент, смешение стилей: rock, jazz, blues, hip-hop, world music, на базе hi-tech ресурса. Из-за постоянно меняющегося состава приглашённых музыкантов и непосредственного участия публики в концерте, во время каждого шоу создаётся своё особенное исполнение программы.
Создателем проекта является Александр Ляпин, постоянный участник «Поп-механики» Сергея Курехина. Он принимал «электрическое» участие в записи большинства номерных альбомов группы «Аквариум». Имел параллельные проекты «Теле-У», «Опыты Александра Ляпина», «ДДТ». По приглашению Пола Маккартни Александр Ляпин проводил мастер-класс в Ливерпульском Институте Искусств (LIPA). Среди других постоянных участников проекта Андрей «Худой» Васильев (гитарист «ДДТ» и «Разные люди»), Михаил Огородов (вокал и синтезатор), молодая афроамериканская исполнительница Эми Петерс. Дмитрий Дибров выступает в роли конферансье, а также как гитарист и автор многочисленных сцен видеоарта. В состав технической команды проекта входят Максим Зорин и Пол Брун. Позже к проекту присоединился солист Евгений Губерман.
Состав приглашённых музыкантов постоянно менялся. В разное время в представлениях принимали участие клоун-мим Кася из труппы Славы Полунина, перкуссионисты Николай Ксенофонтов, Дмитрий Серебряник и Евгений Вороновский, саксофонист Анатолий Герасимов, гитарист Сергей Воронов, Лидия Кавина с терменвоксом и многие другие.
Юрий Шевчук охарактеризовал проект следующим образом: «…Наконец-то, в России появилась, достойная, дорогая музыка качественно нового уровня».